# Вишня Стахуляк
Вишня Стахуляк (на хърватски: Višnja Stahuljak) е хърватска професорка, драматург, поетеса и писателка на произведения жанра драма, лирика, мемоари и детска литература.

## Биография и творчество
Вишня Стахуляк е родена на 10 март 1926 г. в Загреб, Кралство Югославия. Завършва реална гимназия през 1944 г. и полага изпити в хърватското музикално училище. През 1946 г. постъпва в Загребската музикална академия, където завършва солово пеене през 1952 г. Като студент в академията участва в драматичната група на Владимир Хабунек. След дипломирането си работи в Загребския куклен театър като певица, актриса, кукловод и режисьор.
В периода 1953 – 1956 г. учи етнология, хърватска и немска филология във Философския факултет на Загребския университет. През 1965 г. става преподавателка в Музикалното училище „Благое Берса“ в Загреб, където основава и ръководи отдела за солово пеене. В периода 1967 – 1968 г. специализира педагогиката на соловото пеене в Академия „Santa Cecilia“ в Рим.
Вишня Стахуляк е една от най-продуктивните и многостранни хърватски писателки. Публикува литературните си произведения от 1953 г. Първата ѝ книга, стохосбирката „Žuti ljiljan“ (Жълта лилия), е издадена през 1956 г. Първият ѝ роман „Vrijeme koje ne može prestati“ (Време, което не може да спре) е издаден през 1970 г.
В поезията ѝ доминират лиризмът и интимните теми, както и идиличната визия за света. В разказите си тя е близка до традиционното разказване на истории, а в нейните романи се преплитат реалистично и фантастично. Автобиографичната ѝ книга „Sjećanja“ (Спомени) от 1995 г. е поетично свидетелство за живота на автора и изображение на гражданския живот в Загреб между двете световни войни. За нея е получава наградата „Ксавер Шандор Галски“.
Носителка е на различни национални награди – два пъти получава наградата „Григор Витез“ за литература за деца, и два пъти получава наградата на „Вечерни лист“ за разказ. Номинирана е за наградата „Х. Кр. Андерсен“ – най-високото отличие в областта на детско-юношеската литература.
Тя е член на Дружеството на хърватските писатели от 1957 година. Член е на Управителния съвет на дружеството в периодите 1974 – 1976; 1985 – 1987; 1999 – 2002; 2002 – 2005 г. Член е на организацията „Матица хърватска“. Почетен член е на Загребския театър. Член на Европейската авторска асоциация „Die Kogge“, Вестфалия, Германия, от 1995 г.
Вишня Стахуляк умира на 3 март 2011 г. в Загреб, Хърватия.

## Произведения

### Поезия
- Žuti ljiljan (1956)
- Sjene na pragu (1956)
- Bolovi poklonjeni usput (1961)
- Kristalna ruda svemira (1978)
- Zagrebačke minijature (1998)
- Plameni prah (1999)
- Soneti (2003)
- Melodija nesanice (2008)

### Романи
- Vrijeme koje ne može prestati (1970)
- Pustolovka (1976)
- Močvarni lovac (1995)
- Zlatna vuga (1998)
- Potres (2009)

### Разкази
- Zmijska koža (1958)
- Stabla putuju prema zapadu (1963)
- Crvena cesta (1981)
- Crne trubače (1990)
- Pripovijetke raznolike (2000)

### Пиеси
- Vukovi (1958)
- Delirij (1959)

### Детска литература
- Začarani putovi (1968) – награда „Григор Витез“
- Čarolije iza ugla (1974)
- Kućica sa crvenim šeširom (1974)
- Don od Tromeđe (1986)
Патилата на шарпланинеца Дон, изд.: „Емас“, София (2015), прев. Ася Тихинова-Йованович
- Čarobnjak (1988) – награда „Григор Витез“
- Pepeljara s majmunskom glavom (2004)

### Документалистика
- Sjećanja (1995) – автобиография, награда „Галски“